# Bernard Courtois
Bernard Courtois, de asemenea cunoscut și ca Barnard Courtois, (8 februarie 1777–27 septembrie 1838) a fost un chimist francez, născut la Dijon. Este cunoscut pentru descoperirea iodului.
1. ↑   https://archives.paris.fr/arkotheque/visionneuse/visionneuse.php?arko=YTo2OntzOjQ6ImRhdGUiO3M6MTA6IjIwMjItMDgtMDkiO3M6MTA6InR5cGVfZm9uZHMiO3M6MTE6ImFya29fc2VyaWVsIjtzOjQ6InJlZjEiO2k6Mzc7czo0OiJyZWYyIjtpOjMxMjtzOjE2OiJ2aXNpb25uZXVzZV9odG1sIjtiOjE7czoyMToidmlzaW9ubmV1c2VfaHRtbF9tb2RlIjtzOjQ6InByb2QiO30=#uielem_move=198.00115966796875%2C96.00180053710938&uielem_rotate=F&uielem_islocked=1&uielem_zoom=121 Lipsește sau este vid: |title= (ajutor)
2. 1 2 3  Autoritatea BnF, accesat în 8 octombrie 2021